# Listă de străzi din România cu nume de femei
Mai multe străzi din localitățile României poartă numele unor femei celebre, de naționalitate română sau străină. Numele vor fi așezate în ordine alfabetică și apar sub forma existentă în nomenclatorul stradal.

## Arad
- Terezia Ocsko (1917-1940), activistă comunistă ucisă în bătaie în beciul Siguranței Statului

## Alba Iulia
- Regina Maria (1875–1938), regină a României

## Bacău
- Veronica Micle (1850–1889), poetă română

## Bârlad
- Veronica Micle (1850–1889), poetă română

## Bistrița
- Elena Caragiani (1887–1929), prima aviatoare română

## București
- Smaranda Brăescu (1897–1948), aviatoare și prima parașutistă română
- Elena Caragiani (1887–1929), prima aviatoare română
- Doina Cornea (1929–2018), publicistă română, activistă pentru drepturile omului
- Cecilia Cuțescu-Storck (1879–1969), pictoriță română
- Ana Davila (1834–1874), filantroapă română
- Regina Elisabeta (1843–1916), regină a României
- Doamna Ghica (1828–1888), prințesă și scriitoare de origine româno-albaneză
- Regina Maria (1875–1938), regină a României
- Mihaela Ruxandra Marcu (1968–1989), participantă la Revoluția română din 1989
- Veronica Micle (1850–1889), poetă română
- Eliza Moroiu, membră a familiei de moșieri Profirescu
- Maria Tănase (1913–1963), cântăreață română

#### Denumiri de străzi din trecut
- Olga Bancic (1912–1944), activistă comunistă română — în prezent, str. Alexandru Philippide
- Ana Ipătescu (1805–1875), participantă la Revoluția de la 1848 din Țara Românească — în prezent, b-dul Ion Mihalache

## Botoșani
- Carmen Silva, pseudonim literar ales de Regina Elisabeta a României (1843–1916)

## Buzău
- Ana Ipătescu (1805–1875), revoluționară la 1848;
- Hortensia Papadat-Bengescu (1876–1955), scriitoare română;
- Ecaterina Teodoroiu (1894–1914), eroină a Primului Război Mondial;
- Ecaterina Varga (1802–1858), luptătoare pentru drepturile românilor din Transilvania

## Constanța
- Regina Elisabeta (1843–1916), regină a României

## Cluj-Napoca
- Eta Boeriu (1923–1984), scriitoare și traducătoare română
- Smaranda Brăescu (1897–1948), aviatoare și prima parașutistă română
- Carmen Silva, pseudonim literar ales de Regina Elisabeta a României (1843–1916)
- Doina Cornea (1929–2018), publicistă română, activistă pentru drepturile omului
- Antonina De Gerando (1845-1914), pedagogă franceză stabilită la Cluj
- Regina Maria (1875–1938), regină a României
- Ecaterina Varga (1802–1858), activistă maghiară pentru drepturile românilor

#### Denumiri din trecut
- Carolina a Austriei (1792–1873), împărăteasă — în prezent piața Muzeului
- Elisabeta a Austriei (1837–1898), împărăteasă — în prezent str. Emil Racoviță

## Craiova
- Maria Tănase (1913–1963), cântăreață română

## Dej
- Regina Maria (1875–1938), regină a României

## Deva
- Veronica Micle (1850–1889), poetă română

## Eforie Sud
- Carmen Silva, pseudonim literar ales de Regina Elisabeta a României (1843–1916)

În trecut, întreaga localitate a purtat numele Carmen Sylva (ori Silva), în onoarea Reginei Elisabeta.

## Mangalia
- Hortensia Papadat-Bengescu (1876–1955), scriitoare română

## Ploiești
- Veronica Micle (1850–1889), poetă română

## Râmnicu Vâlcea
- Regina Maria (1875–1938), regină a României

## Roman
- Veronica Micle (1850–1889), poetă română

## Sfântu Gheorghe
- Carmen Sylva, pseudonim literar ales de Regina Elisabeta a României (1843–1916)

## Sinaia
- Carmen Sylva, pseudonim literar ales de Regina Elisabeta a României (1843–1916)

## Suceava
- Ana Ipătescu (1805–1875), participantă la Revoluția de la 1848 din Țara Românească

## Târgoviște
- Ana Ipătescu (1805–1875), participantă la Revoluția de la 1848 din Țara Românească

## Târgu Jiu
- Ana Ipătescu (1805–1875), participantă la Revoluția de la 1848 din Țara Românească
- Maria Tănase (1913–1963), cântăreață română

## Târgu Mureș
- Ana Ipătescu (1805–1875), participantă la Revoluția de la 1848 din Țara Românească

## Tecuci
- Smaranda Brăescu (1897–1948), aviatoare și prima parașutistă română
- Hortensia Papadat-Bengescu (1876–1955), scriitoare română

## Timișoara
- Alexandra Indrieș (1936–1993), scriitoare română
- Veronica Micle (1850–1889), poetă română
- Maria Tănase (1913–1963), cântăreață română